# 에이스 (야구)
야구에서 에이스(ace)는 팀에서 최고의 선발 투수이며, 거의 항상 팀의 스타팅 멤버로 첫 회부터 던진다. 부상이나 특별한 사정이없는 한 에이스는 개막전에서 던진다.
이 용어는 아마도 19세기의 스타 투수인, 에이사 브레이너드의 별명인 에이스에서 유래한 것으로 보인다.
초기의 야구는 '에이스'라는 말은 점수를 나타내는데도 사용되었다.
현대의 많은 야구 분석가와 팬은 에이스라는 말을 각 팀에서 최고의 투수뿐만 아니라 주요한 투수를 의미하는데 사용하기 시작했다.